# التحالف الديمقراطي المتحد (كينيا)
التحالف الديمقراطي المتحد هو حزب سياسي كيني. الحزب، الذي كان يُطلق عليه في البداية حزب التنمية والإصلاحات، غير اسمه رسميًا في ديسمبر 2020. دخل الحزب إلى دائرة الضوء الكيني  في يناير 2021 وهو مرتبط  بالسياسيين المتحالفين مع الدكتور ويليام روتو، نائب رئيس كينيا. قدم الحزب مرشحين  في انتخابات فرعية مختلفة لمناصب انتخابية مقررة في مارس 2021. سيكون المرشح الرئاسي وليام روتو ونائب المرشح الرئاسي رايلا أودينجا لأن ويليام لا يمكن أن يكون نائبًا بسبب القيود الدستورية.

## روابط خارجية
- اللجنة المستقلة لشؤون الانتخابات والحدود
- uda.or ke